# Barrage de Barra Grande
Le barrage de Barra Grande est un barrage au Brésil sur le rio Pelotas près de Celso Ramos